# Izquierda y derecha (política)

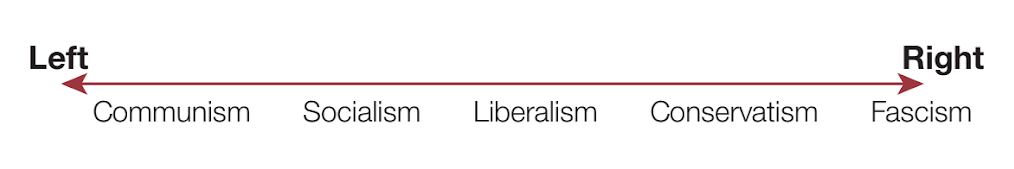
Espectro político tradicional de izquierda y derecha

Los términos izquierda y derecha en política tienen su origen en la Revolución francesa (1789), cuando los partidarios del rey Luis XVI de Francia se sentaban a la derecha en la Asamblea Nacional, mientras que los revolucionarios lo hacían a la izquierda. Desde entonces, estas categorías han evolucionado y se han adaptado a distintos contextos históricos y geográficos. Las particularidades de esta bipolarización, en líneas generales, se enfrentan y oponen: 
- Los valores de igualdad social, solidaridad, diversidad, pluralismo, secularismo, Estado laico, internacionalismo, justicia social, estado de bienestar y  ambientalismo (izquierda política)
- Los valores de nacionalismo, conservadurismo, autoridad,[4] identidad nacional, orden jerárquico, militarismo, seguridad, tradición y religión (derecha política)

En cuanto a los valores de trabajo, libertad, mérito, justicia, sin duda son más transversales, a pesar de que el sentido que se atribuye a estos términos puede variar según quien sea que los utiliza.
Dado que las nociones de derecha política y de izquierda política son desarrolladas con más detalle por separado, en este artículo nos orientaremos a un posicionamiento relativo de ambos conceptos.

## Origen
El origen histórico de esta oposición debe buscarse en un hecho fortuito, la ubicación geográfica de los delegados con diferentes orientaciones doctrinales en la asamblea nacional de agosto-septiembre de 1789. En efecto, en oportunidad de debatir sobre el peso de la autoridad real frente al poder de la asamblea popular en la futura constitución, los diputados partidarios del veto real (en su mayoría pertenecientes a la aristocracia o al clero) se agruparon a la Derecha del presidente (posición ligada al hábito de ubicar allí los lugares de honor). Por el contrario, quienes se oponían a este veto se ubicaron a la Izquierda autoproclamándose como «patriotas» (en su mayoría los diputados del llamado Tercer Estado).

### En Francia
Inmediatamente después de la revolución francesa, la fractura o marcada oposición se instauró en la cultura política de los sistemas de asamblea, aun cuando hubieran podido emerger grupos antagónicos con otras características, tal como por ejemplo ocurrió en Francia con los llamados «montagnards» o «montañeses» (partidarios de los representantes del pueblo o tribunes du peuple, de inspiración romana), que se oponían a la llamada «llanura» o «plaine».
Durante el siglo XIX, esta dicotomía derecha-izquierda se extendió por Europa, y a partir de 1830 también por América del Sur, y un poco más tarde (fines del siglo XIX y siglo XX), también abarcó los países descolonizados de África y Asia.
En Francia, la fractura u oposición entre derecha e izquierda se acentuó durante el llamado período de la Restauración, como bien lo observó Marcel Gauchet : 

La vraie naissance de la droite et de la gauche date de la Restauration.
Traducción : El verdadero nacimiento de la derecha y la izquierda en política, data del período de la Restauración.

En efecto, allí estaban, de un lado y a la derecha, los ultrarrealistas, los contrarrevolucionarios, y los que de una forma u otra apoyaban la causa real, y del lado opuesto, los liberales (herederos principales de la Revolución Francesa y del Imperio, defensores de las libertades individuales y del libre intercambio), así como los partidarios de una Monarquía Constitucional equilibrada. Al medio y entre estos dos extremos, o sea al centro, se ubicaban los constitucionalistas y los independientes.

### En los países anglófonos
Las culturas políticas británicas y estadounidenses igualmente fueron influenciadas.
- En Gran Bretaña, la oposición original entre liberales y conservadores Whig/Tory fue exacerbada por la oposición izquierda/derecha conducente al debilitamiento del partido liberal y al fortalecimiento del partido laborista.

- En Estados Unidos, la bipolarización opone a demócratas con republicanos luego del debate sobre el federalismo: de un lado, defensa de los derechos de los ciudadanos  y de comunidades minoritarias solidarias; del otro lado, defensa de valores WASP. Para muchos, por ejemplo, es peligroso clasificar a Abraham Lincoln como izquierdista o derechista. Pero además, las respectivas doctrinas de estos dos grandes partidos estadounidenses cambiaron bastante, pues literalmente fueron sustituidas, ya que en el curso del siglo XX, el partido demócrata se transformó en defensor de las minorías, mientras que el partido republicano se acercaba al electorado tradicional y rural, de mayoría protestante. Asimismo, hoy día los republicanos defienden la soberanía de los Estados federados, mientras que, al contrario, doscientos años atrás eran partidarios del federalismo.

## Bipolarización
La coherencia de las dos tendencias colectivas se puede encontrar en variados aspectos, aun cuando se admita que la oposición generalizada entre izquierda y derecha asume a veces ribetes un poco caricaturales. En el origen de varios conflictos políticos, la bipolarización bien puede ordenarse y suavizarse, mutatis mutandis, sobre ejes fundamentales de concordancia, por ejemplo, como los que actualmente podrían constatarse en los siguientes casos: 
- En Francia, oposición entre republicanos y socialistas;
- En Estados Unidos, oposición entre Partido Republicano y Partido Demócrata;
- En Gran Bretaña, oposición entre conservadores y laboristas ;
- En Alemania, oposición entre democristianos y socialdemócratas ;
- En Australia, oposición entre liberales y laboristas ;
- En Bélgica, oposición entre liberales y socialistas;
- En Canadá, oposición entre conservadores y liberales;
- En Colombia, oposición entre los partidos llamados de gobierno como: Partido Conservador Colombiano, Centro Democrático, Partido Liberal Colombiano, y Movimientos independientes, Colombia Humana, Alianza Verde;
- En España, oposición entre Partido Popular y Partido Socialista Obrero Español
- En Portugal, oposición entre Partido Social Demócrata y Partido Socialista;
- En Suiza, oposición entre Unión Democrática de Centro y Partido Socialista Suizo;
- En México, oposición entre Partido Acción Nacional, Partido Revolucionario Institucional, y Morena.